# Cosmo Gordon, 3. Duke of Gordon

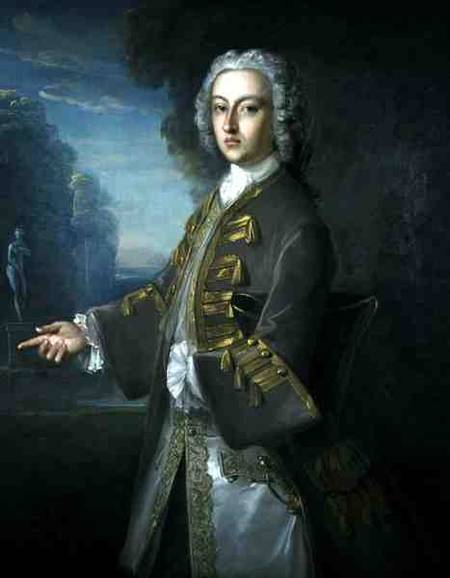
Cosmo Gordon, 3. Duke of Gordon

Cosmo George Gordon, 3. Duke of Gordon (* 27. April 1720; † 5. August 1752 in Breteuil, Frankreich) war ein britischer Hochadliger.

## Leben
Er war der Sohn des Alexander Gordon, 2. Duke of Gordon, aus dessen Ehe mit Lady Henrietta Mordaunt, Tochter des Charles Mordaunt, 3. Earl of Peterborough. Er ist nach dem Jakobiten und engen Freund seines Vaters Cosimo III. de’ Medici, Großherzog der Toskana, benannt. Als Heir apparent seines Vaters führte er seit Geburt den Höflichkeitstitel Marquess of Huntly. Er war noch minderjährig, als er beim Tod seines Vaters im November 1728 dessen schottische Adelstitel als 3. Duke of Gordon sowie die Würde des Chief des Clan Gordon erbte.
Er studierte Rechtswissenschaften an der Universität Leiden in Holland. Im Gegensatz zu seinem Bruder Lord Lewis Gordon beteiligte er sich nicht am Jakobitenaufstand von 1745. Von 1747 bis 1752 war er als schottischer Representative Peer Mitglied des britischen House of Lords. Im Februar 1748 wurde er als Knight Companion in den Distelorden aufgenommen.
Er starb 1752 im Alter von nur 32 Jahren während einer Reise durch Frankreich. Sein Leichnam wurde nach Schottland überführt und in der Kathedrale von Elgin bestattet. Seine Adelstitel fielen an seinen ältesten Sohn Alexander.

## Ehe und Nachkommen
1741 heiratete er Lady Catherine Gordon (1718–1779), Tochter des William Gordon, 2. Earl of Aberdeen. Mit ihr hatte er sechs Kinder:
- Alexander Gordon, 4. Duke of Gordon (1743–1827);
- Lord William Gordon († 1823), MP, Lieutenant Colonel der British Army, ⚭ 1781 Hon. Frances Ingram-Shepheard († 1841), Tochter und Coerbin des Charles Ingram, 9. Viscount of Irvine;
- Lady Susan Gordon (um 1746–1814), ⚭ (1) 1767 John Fane, 9. Earl of Westmorland, ⚭ (2) 1778 John Woodford († 1800);
- Lady Anne Gordon (1748–1816), ⚭ 1782 Rev. Alexander Chalmers;
- Lord George Gordon (1751–1793), MP, Initiator der Gordon Riots;
- Lady Catherine Gordon (1751–1797), ⚭ Thomas Booker.

Seine Witwe heiratete 1756 Staats Long Morris.